# Markus Tepe
Markus Tepe (* 22. August 1971 in Dinklage; † 24. August 2021 in Dresden) war ein deutscher bildender Künstler und Dozent für Malerei und Grafik.

## Biografie
Markus Tepe wurde am 22. August 1971 in Dinklage geboren. Er studierte von 1994 bis 1998 Freie Kunst an der Kunstakademie Münster bei Udo Scheel und Ulrich Erben. 1999 verlegte er seinen Lebens- und Arbeitsmittelpunkt nach Dresden und setzte dort das Studium (Malerei und Grafik) an der Hochschule für Bildende Künste Dresden bei Max Uhlig und Ulrike Grossarth bis 2003 fort. Von 2003 bis 2005 war er Meisterschüler bei Ulrike Grossarth.
Das Werk umfasst Zeichnungen und Grafiken auf Papier, Lithographien und Gemälde in Öl und Acryl auf Leinwand. Er stellte überregional aus, u. a. in Dresden, Leipzig, München, Oldenburg, Passau, Karlsruhe, Münster, Trier, Leitmeritz (Tschechien) und Usedom. Arbeitsaufenthalte führten ihn u. a. an die Ostsee, nach Kreta und in die Provence.
Ab 2006 war Markus Tepe Dozent für Malerei an der Europäischen Kunstakademie Trier. 2009 erhielt er einen Lehrauftrag an der Hochschule für Bildende Künste, Dresden. Von 2010 an war Tepe Dozent an der Thüringischen Sommerakademie, ab 2015 Dozent der Kunstakademie Allgäu. 2016 folgte eine Gastdozentur im Augustiner Chorherrenstift Kloster Neustift, Vahrn/Brixen (Südtirol). 2016 und 2017 nahm er Lehraufträge an der Hochschule der Bildenden Künste Saar wahr.
Markus Tepe starb am 24. August 2021 nach schwerer Krankheit kurz nach seinem 50. Geburtstag in Dresden. Er wurde in Dinklage beigesetzt.

## Preise und Stipendien
- 2004: Stipendium für Lithographie der Münchner Künstlerhaus-Stiftung
- 2006: Kulturpreis der Stadt Dinklage
- 2008: Otto Niemeyer-Holstein-Stipendium, Freundeskreis Otto Niemeyer-Holstein, Lüttenort (Ostseebad Koserow)
- 2021: Kunstankauf der Kulturstiftung des Freistaates Sachsen

## Ausstellungen (Auswahl)
- 2000: KUNST-MACHT-WÜRDE, Bundesverfassungsgericht, Karlsruhe
- 2002: Galerie am Sachsenplatz, Leipzig
- 2002: Galerie ve Dvore, Leitmeritz, Tschechien
- 2004: Künstlerhaus am Lenbachplatz, München (Einzelausstellung)
- 2004: LANDSCHAFT ZEICHNEN, Galerie für Junge Kunst, Staatsschauspiel Dresden (Einzelausstellung)
- 2005: Kulturmodell, Passau
- 2006: DINKLAGER BLÄTTER, VR-Bank-Dinklage-Steinfeld, Dinklage (Einzelausstellung)
- 2007: HIER UND DORT, Kunst und Museumskreis Bad Essen (Einzelausstellung)
- 2007: Otto-Niemeyer-Holstein-Pleinair, Neue Galerie, Lüttenort/Koserow, Usedom
- 2010: ZEICHNUNG UND MALEREI, Kunstkreis Die Wassermühle Lohne e. V. (Einzelausstellung)
- 2010: A SECRET GARDEN, Kunstgalerie am Weißen Hirsch, Dresden (Einzelausstellung)
- 2010: IM NORDEN, Landesmuseum für Kunst und Kulturgeschichte Oldenburg
- 2011: Malerei und Zeichnung (mit Kedron Barrett), Galerie Jürgensen, Oetjendorf (Einzelausstellung)
- 2012/2013: MARKUS TEPE, Oldenburgische Landesbank (Zentrale), Oldenburg (Einzelausstellung)
- 2017: COLOURS IN A WHITE CUBE, Europäische Kunstakademie, Trier
- 2018: Benediktinerinnenabtei St. Scholastika, Kloster Burg Dinklage (Einzelausstellung)
- 2021: CLOSED GARDEN, Lingnerschloss, Dresden (Einzelausstellung)
- 2022: Neuzugänge zeitgenössischer Kunst im Kunstfonds 2020/21, Landesvertretung des Freistaates Sachsen, Berlin
- 2022: IM GEDENKEN MARKUS TEPE 1971–2021, Kunsthalle Trier (Einzelausstellung)
- 2023/2024: Im Gedenken an Markus Tepe RAUMWECHSEL, Museum Hofmühle Dresden (Einzelausstellung)
- 2024: Im Gedenken – Markus Tepe SPUREN, Galerie Luzie Uptmoor, Lohne (Einzelausstellung)[9]

## Werke in öffentlichen Sammlungen
- Kupferstich-Kabinett, Staatliche Kunstsammlungen Dresden
- Städtische Galerie Dresden
- Kunstfonds des Freistaates Sachsen
- Kunstbesitz der Kustodie, TU Dresden
- Kunstsammlung der Ostsächsischen Sparkasse Dresden
- Kustodie der Hochschule für Bildende Künste Dresden
- Landesmuseum für Kunst und Kulturgeschichte Oldenburg
- IM NORDEN – Kunstsammlung der Landessparkasse zu Oldenburg
- Luzie-Uptmoor-Stiftung Lohne
- Artothek, Stadt Cloppenburg
- Sammlung Europäische Kunstakademie Trier
- Stadtmuseum Simeonstift Trier